# Fort Mohave
Fort Mohave es un lugar designado por el censo ubicado en el condado de Mohave en el estado estadounidense de Arizona. En el Censo de 2010 tenía una población de 14 364 habitantes y una densidad poblacional de 332,19 personas por km².

## Geografía
Fort Mohave se encuentra ubicado en las coordenadas 35°0′1″N 114°34′30″O / 35.00028, -114.57500. Según la Oficina del Censo de los Estados Unidos, Fort Mohave tiene una superficie total de 43.24 km², de la cual 43.24 km² corresponden a tierra firme y (0%) 0 km² es agua.

## Demografía
Según el censo de 2010, había 14.364 personas residiendo en Fort Mohave. La densidad de población era de 332,19 hab./km². De los 14.364 habitantes, Fort Mohave estaba compuesto por el 88.62% blancos, el 0.89% eran afroamericanos, el 1.01% eran amerindios, el 1.46% eran asiáticos, el 0.14% eran isleños del Pacífico, el 5.04% eran de otras razas y el 2.83% pertenecían a dos o más razas. Del total de la población el 15.62% eran hispanos o latinos de cualquier raza.